# Municipio de Howard (condado de Elk)
El municipio de Howard (en inglés: Howard Township) es un municipio ubicado en el condado de Elk en el estado estadounidense de Kansas. En el año 2010 tenía una población de 873 habitantes y una densidad poblacional de 5,21 personas por km².

## Geografía
El municipio de Howard se encuentra ubicado en las coordenadas 37°28′10″N 96°13′41″O / 37.46944, -96.22806. Según la Oficina del Censo de los Estados Unidos, el municipio tiene una superficie total de 167.71 km², de la cual 165,21 km² corresponden a tierra firme y (1,49 %) 2,5 km² es agua.

## Demografía
Según el censo de 2010, había 873 personas residiendo en el municipio de Howard. La densidad de población era de 5,21 hab./km². De los 873 habitantes, el municipio de Howard estaba compuesto por el 94,73 % blancos, el 1,83 % eran amerindios, el 0,34 % eran asiáticos, el 0,92 % eran de otras razas y el 2,18 % eran de una mezcla de razas. Del total de la población el 4,35 % eran hispanos o latinos de cualquier raza.